# Джон Фіцджеральд (тенісист)
Джон Фіцджеральд, OAM (англ. John Basil Fitzgerald; нар. 28 грудня 1960) — колишній австралійський тенісист, багаторазовий переможець турнірів Великого шолома в парному та змішаному парному розрядах, колишня перша ракетка ATP у парному розряді (8 липня 1991).
Здобув шість одиночних та тридцять парних титулів туру ATP.
Найвищу одиночну позицію світового рейтингу — 25 місце досяг 11 липня 1988 року.
Був учасником збірної Австралії, яка виборола  Кубок Девіса в 1983 та 1986 роках.
Нагороджений  Орденом Австралії 1993 року.
Завершив кар'єру 1997 року.

## Фінали турнірів Великого шолома

### Парний розряд (7 титулів, 4 поразки)
| Результат | Рік  | Турнір                                 | Покриття | Партнер        | Опоненти                           | Рахунок                   |
| --------- | ---- | -------------------------------------- | -------- | -------------- | ---------------------------------- | ------------------------- |
| Перемога  | 1982 | Відкритий чемпіонат Австралії з тенісу | Трава    | John Alexander | Енді Ендрюс Джон Седрі             | 6–7, 6–2, 7–6             |
| Перемога  | 1984 | Відкритий чемпіонат США з тенісу       | Тверде   | Томаш Шмід     | Стефан Едберг Андерс Яррід         | 7–6, 6–3, 6–3             |
| Поразка   | 1985 | Вімблдонський турнір                   | Трава    | Пет Кеш        | Гайнц Ґюнтгардт Балаж Тароці       | 4–6, 3–6, 6–4, 3–6        |
| Перемога  | 1986 | Відкритий чемпіонат Франції з тенісу   | Ґрунт    | Томаш Шмід     | Стефан Едберг Андерс Яррід         | 6–3, 4–6, 6–3, 6–7, 14–12 |
| Поразка   | 1988 | Відкритий чемпіонат Франції з тенісу   | Ґрунт    | Андерс Яррід   | Андрес Гомес Еміліо Санчес Вікаріо | 3–6, 7–6, 4–6, 3–6        |
| Поразка   | 1988 | Вімблдонський турнір                   | Трава    | Андерс Яррід   | Кен Флек Роберт Сегусо             | 4–6, 6–2, 4–6, 6–7        |
| Перемога  | 1989 | Вімблдонський турнір                   | Трава    | Андерс Яррід   | Рік Ліч Джим П'ю                   | 3–6, 7–6, 6–4, 7–6        |
| Перемога  | 1991 | Відкритий чемпіонат Франції з тенісу   | Ґрунт    | Андерс Яррід   | Рік Ліч Джим П'ю                   | 6–0, 7–6                  |
| Перемога  | 1991 | Вімблдонський турнір                   | Трава    | Андерс Яррід   | Хав'єр Франа Леонардо Лаваль       | 6–3, 6–4, 6–7, 6–1        |
| Перемога  | 1991 | Відкритий чемпіонат США з тенісу       | Тверде   | Андерс Яррід   | Скотт Девіс Девід Пейт             | 6–3, 3–6, 6–3, 6–3        |
| Поразка   | 1993 | Відкритий чемпіонат Австралії з тенісу | Тверде   | Андерс Яррід   | Дані Віссер Лорі Вордер            | 4–6, 3–6, 4–6             |

### Мікст (2 титули, 4 поразки)
| Результат | Рік  | Турнір                           | Покриття | Партнер         | Опоненти                            | Рахунок       |
| --------- | ---- | -------------------------------- | -------- | --------------- | ----------------------------------- | ------------- |
| Перемога  | 1983 | Відкритий чемпіонат США з тенісу | Тверде   | Елізабет Смайлі | Барбара Поттер Ферді Тейган         | 3–6, 6–3, 6–4 |
| Поразка   | 1984 | Відкритий чемпіонат США з тенісу | Тверде   | Елізабет Смайлі | Мануела Малеєва Том Галліксон       | 6–2, 5–7, 4–6 |
| Поразка   | 1985 | Вімблдонський турнір             | Трава    | Елізабет Смайлі | Мартіна Навратілова Пол Макнамі     | 5–7, 6–4, 2–6 |
| Поразка   | 1985 | Відкритий чемпіонат США з тенісу | Тверде   | Елізабет Смайлі | Мартіна Навратілова Гайнц Ґюнтгардт | 3–6, 4–6      |
| Поразка   | 1990 | Вімблдонський турнір             | Трава    | Елізабет Смайлі | Зіна Гаррісон Рік Ліч               | 5–7, 2–6      |
| Перемога  | 1991 | Вімблдонський турнір             | Трава    | Елізабет Смайлі | Наташа Звєрєва Джим П'ю             | 7–6(7–4), 6–2 |